# مرگ‌ها و خشونت‌های صورت گرفته در هتل سیسیل
در هتل سیسیل واقع در لس آنجلس آمریکا قتل‌های مختلفی صورت گرفته که این مقاله فهرستی از آن را ارائه می‌دهد.

## نوار زمان
| تاریخ          | جانی            | سن جانی | قربانی(ها)                                   | سن قربانی(ها) | نوع         | روش                               | شرح |
| -------------- | --------------- | ------- | -------------------------------------------- | ------------- | ----------- | --------------------------------- | --- |
| ۲۲ ژانویه ۱۹۲۷ |                 |         | پرسی آرمود                                   | ۵۲            | خودکشی      | شلیک به سر                        | شامگاه در اتاقش به سرش شلیک کرد و در همان شب جان باخت. |
| ۱۹ نوامبر ۱۹۳۱ |                 |         | دبلیو کا نورتن                               | ۴۶            | خودکشی      | استعمال سم                        | شهروند منهتن بیچ، کالیفرنیا |
| سپتامبر ۱۹۳۲   |                 |         | بنجامین دودیج                                | ۲۵            | خودکشی      | شلیک به سر                        | جسد بی‌جانش در اثر شلیک به سر در اتاقش پیدا شد |
| ژوئیه ۱۹۳۴     |                 |         | لوئیس بورگن                                  | ۵۳            | خودکشی      | بریدن گلو                         | در نامه خودکشی او مشکلات سلامتی‌اش را عامل خودکشی‌اش نام برد. |
| مارس ۱۹۳۷      |                 |         | گریس ماگرو                                   |               | مرگ         | سقوط از ساختمان                   | ماگرو که از پنجره اتاقش به بیرون افتاده بود بر روی سیم‌های تلفن افتاد و سیم‌های تلفن نیز به دورش پیچیده شد، پلیس علت مرگش را خودکشی اعلام کرد. |
| ژانویه ۱۹۳۸    |                 |         | روی ثامپسن                                   | ۳۵            | مرگ         | افتادن از ساختمان                 | آتش‌نشان سپاه تفنگداران دریایی ایالات متحده آمریکا بود. خودش را از سقف هتل به پایین پرتاب کرد و برای چندین هفته ساکن هتل بود. |
| مه ۱۹۳۹        |                 |         | ارین نبلت                                    | ۳۹            | مرگ         | سم                                | |
| ژانویه ۱۹۴۰    |                 |         | دوروتی سگر                                   | ۴۵            | مرگ         | سم                                | |
| سپتامبر ۱۹۴۴   | دروسی جین پورسل | ۱۹      | پورسل فرزند تازه‌تولد شده‌ای بود که نامی نداشت | ۰             | مرگ         | پرتاب کودک تازه‌متولد شده از پنجره | کودک تازه متولد شد توسط مادرش از شیشه اتاق به بیرون پرتاب شد. مادرش از دوست‌پسرش بدون آگاهی قبلی باردار شده بود و در حمام هتل فرزندش را متولد کرد در ابتدا فکر کرد نوزاد مرده و آن را از پنجره به بیرون انداخت در دادگاه وی گناه‌کار شناخته نشد. |
| نوامبر ۱۹۴۷    |                 |         | رابرت سمیث                                   | ۳۵            | مرگ         | افتادن از ساختمان                 | او خود را از طبقه هفتم هتل پرت کرد. |
| ۲۲ اکتبر ۱۹۵۴  |                 |         | هلن گورنی                                    | ۵۵            | مرگ         | سقوط از ساختمان                   | از طبقه هفتم خودش را به پایین انداخت. |
| ۱۱ فوریه ۱۹۶۲  |                 |         | جولیا فرنسیس مور                             | ۵۰            | مرگ         | سقوط از ساختمان                   | مور از خود برگه خودکشی به جا نگذاشت. |
| ۱۲ اکتبر ۱۹۶۲  |                 |         | پولاین اتون جورج جیانینی                     | ۲۷ ۶۵         | خودکشی      | افتادن از ساختمان                 | اتون خود را از طبقه هشت به پایین انداخت و بر روی رهگذری به نام جیانینی افتاد که منجر به قتل او شد. چونکه شاهدی نبود در ابتدا پلیس گفت جیانینی خودکشی کرده اما پلیس در ادامه تحقیقات دریافت که جیانینی کفش پوشیده بود و در هنگام مرگ دستش در جیبش بوده اما اتون پابرهنه بوده پلیس نتیجه گرفته اتون هنگام خودکشی بر روی جیانینی افتاده و باعث مرگ هردو شده‌است. |
| ۴ ژوئن ۱۹۶۴    | جکوئیس اهلینجر  | ۲۹      | پیگون اسگود                                  | ۶۵            | به‌قتل رسیده |                                   | وی در اتاقش پس از تجاوز مورد قتل واقع شده، قاتل وی هنوز پیدا نشده‌است. |
| ۲۰ دسامبر ۱۹۷۵ |                 |         | "الیسن لوول"                                 | ۲۳            | مرگ         | افتادن از ساختمان                 | وی از طبقه بیستم خودش را به طبقه دوم انداخت و خودکشی کرد. |
| ۱ سپتامبر ۱۹۹۲ |                 |         |                                              | حدود ۲۰–۳۰    | مرگ         | افتادن از ساختمان                 | جسدش در کوچه پشتی هتل یافت شد پلیس گفت این شخص آفریقایی آمریکایی یا خودکشی کرده یا اتفاقی افتاده یا کسی وی را به پایین انداخته‌است. |
| ۱۹ فوریه ۲۰۱۳  |                 |         | الیسا لم                                     | ۲۱            | مرگ         |                                   | مرگ الیسا لم به صورت اتفاقی روی داد وی هنگام خودکشی تحت تأثیر دارو بود او پس از اینکه در مخزن آب هتل افتاد چند روز بعد پس از اینکه مهمانان هتل از طعم آب شکایت کردند مشخص شد او در مخزن آب خفه شده‌است. |
| ۱۳ ژوئن ۲۰۱۵   |                 |         |                                              | ۲۸            | مرگ         | گمان می‌رود از ساختمان افتاده باشد | جسدش در بیرون هتل پیدا شد گفته شد خودش را از بالای هتل به بیرون پرتاب کرده اما پلیس گفت علت مرگش نامشخص است. |